# Thorigné-sur-Dué
Thorigné-sur-Dué és un municipi francès situat al departament del Sarthe i a la regió de País del Loira. L'any 2007 tenia 1.601 habitants.

## Demografia

### Població
El 2007 la població de fet de Thorigné-sur-Dué era de 1.601 persones. Hi havia 605 famílies de les quals 162 eren unipersonals (79 homes vivint sols i 83 dones vivint soles), 208 parelles sense fills, 200 parelles amb fills i 35 famílies monoparentals amb fills.
La població ha evolucionat segons el següent gràfic:
Habitants censats

### Habitatges
El 2007 hi havia 724 habitatges, 623 eren l'habitatge principal de la família, 51 eren segones residències i 51 estaven desocupats. 665 eren cases i 56 eren apartaments. Dels 623 habitatges principals, 453 estaven ocupats pels seus propietaris, 162 estaven llogats i ocupats pels llogaters i 8 estaven cedits a títol gratuït; 38 tenien dues cambres, 113 en tenien tres, 205 en tenien quatre i 266 en tenien cinc o més. 462 habitatges disposaven pel capbaix d'una plaça de pàrquing. A 254 habitatges hi havia un automòbil i a 285 n'hi havia dos o més.

### Piràmide de població
La piràmide de població per edats i sexe el 2009 era:
| Homes | Edats   | Dones |
| ----- | ------- | ----- |
| 0     | 95 o +  | 28    |
| 0     | 90 a 94 | 16    |
| 4     | 85 a 89 | 28    |
| 16    | 80 a 84 | 8     |
| 24    | 75 a 79 | 36    |
| 16    | 70 a 74 | 32    |
| 56    | 65 a 69 | 40    |
| 36    | 60 a 64 | 56    |
| 20    | 55 a 59 | 24    |
| 32    | 50 a 54 | 32    |
| 52    | 45 a 49 | 32    |
| 60    | 40 a 44 | 64    |
| 72    | 35 a 39 | 56    |
| 56    | 30 a 34 | 64    |
| 48    | 25 a 29 | 32    |
| 36    | 20 a 24 | 52    |
| 48    | 15 a 19 | 56    |
| 68    | 10 a 14 | 72    |
| 52    | 5 a 9   | 36    |
| 48    | 0 a 4   | 28    |

## Economia
El 2007 la població en edat de treballar era de 987 persones, 712 eren actives i 275 eren inactives. De les 712 persones actives 645 estaven ocupades (348 homes i 297 dones) i 67 estaven aturades (32 homes i 35 dones). De les 275 persones inactives 87 estaven jubilades, 86 estaven estudiant i 102 estaven classificades com a «altres inactius».

### Ingressos
El 2009 a Thorigné-sur-Dué hi havia 633 unitats fiscals que integraven 1.536,5 persones, la mediana anual d'ingressos fiscals per persona era de 16.738 €.

### Activitats econòmiques
Dels 56 establiments que hi havia el 2007, 1 era d'una empresa alimentària, 4 d'empreses de fabricació d'altres productes industrials, 14 d'empreses de construcció, 13 d'empreses de comerç i reparació d'automòbils, 2 d'empreses de transport, 3 d'empreses d'hostatgeria i restauració, 2 d'empreses d'informació i comunicació, 1 d'una empresa financera, 3 d'empreses immobiliàries, 6 d'empreses de serveis, 3 d'entitats de l'administració pública i 4 d'empreses classificades com a «altres activitats de serveis».
Dels 26 establiments de servei als particulars que hi havia el 2009, 1 era una oficina de correu, 5 tallers de reparació d'automòbils i de material agrícola, 1 paleta, 2 guixaires pintors, 5 fusteries, 2 lampisteries, 1 electricista, 3 perruqueries, 3 veterinaris, 1 restaurant, 1 agència immobiliària i 1 saló de bellesa.
Dels 3 establiments comercials que hi havia el 2009, 1 era una botiga de menys de 120 m², 1 una fleca i 1 una carnisseria.
L'any 2000 a Thorigné-sur-Dué hi havia 20 explotacions agrícoles que ocupaven un total de 1.452 hectàrees.

## Equipaments sanitaris i escolars
El 2009 hi havia 1 farmàcia i 1 ambulància.
El 2009 hi havia una escola elemental.

## Poblacions més properes
El següent diagrama mostra les poblacions més properes.